# Hemvärnets Musikkår Gävle
Hemvärnets Musikkår Gävleborg, eller civilt Bomhus Musikkår, är en hemvärnsansluten militärmusikkår i Gävle.

## Historik
Musikkåren grundades i början på 1900-talet som Bomhus Musikkår, vid Korsnäs pappersfabrik utanför Gävle.
Åren 1972 till 1980 fungerade Hilmer Kadesten som kårens dirigent. Hilmer hade tidigare varit anställd vid regementets musikkår och under hans ledning anslöts musikkåren till Hemvärnet. En entusiastisk hemvärnschef utrustade kåren med arméns uniformer. 
1981 övertog Leif Hållander ledningen av musikkåren. Hans målsättning var tydlig, musikkåren ska utökas och drillas för att kunna spela vid högvaktsavlösningar i Stockholm. Redan 1983 framträdde musikkåren vid högvaktsavlösningen för första gången.
Mellan 1992 och 1997 fungerade hornisten Tommy Larsson som dirigent.
1993 bytte musikkåren till flygvapnets uniform och blev knutna till numera nerlagda F15 i Söderhamn. Kåren fick namnet Flygvapnets Hemvärnsmusikkår Gävle. Sedan 1998 utrustas kåren vid Upplands flygflottilj.
Övriga dirigenter under åren har varit:
- 1998-1999 Lars Granberg
- 2000-2005 István Németh, musikallärare i Sandviken
- 2006-2007 Maria Jansson-Hakola, musiklärare vid Gävle Kulturskola
- 2008-2011 Lars Granberg
- 2011-2022 Pähr-Allan Samdberg

Dirigent från augusti 2022 är Odd Inge Gjelsnes, som arbetar som trumpetare i Gävle symfoniorkester.

## Organisation
Musikkåren tillhör Gävleborgsgruppen, en utbildningsgrupp inom Försvarsmakten. Kåren är godkänd att spela vid högvakt och vid statsrepresentation på högsta nivå, även utomlands.
Besättningen består av ett trettiotal frivilliga musiker, såväl fritidsmusiker som musiklärare och före detta musiksoldater. 